# Stade Rennais FC
Stade Rennais Football Club, pe scurt Stade Rennais sau Rennes, este un club de fotbal din Rennes, Franța, care evoluează în Ligue 1.
Clubul a fost fondat în 1901 sub numele de Stade Rennais și este unul dintre membrii fondatori ai primei divizii de fotbal francez. Alături de Nantes, Rennes este unul dintre cluburile de fotbal de top din regiunea Bretania și cele două se numără printre principalele cluburi care contestă Derby Breton.
Cel mai bun rezultat al clubului în prima ligă a fost locul al treilea, poziție ocupată în sezonul 2019-20 care s-a încheiat prematur din cauza Covid-19.
Rennes a câștigat de trei ori Coupe de France, în 1965, 1971 și 2019.
Culorile clubului au fost aceleași încă de la înființare: roșu, negru și alb.
Rennes este cunoscut pentru academia de tineret: Centrul de antrenament Henri Guérin, care a fost înființat în 2000. În 2010, Federația Franceză de Fotbal (FFF) a declarat Rennes ca având cea mai bună academie de tineret din țară. Academia a produs mai multe talente notabile, cum ar fi Ousmane Dembélé, Yacine Brahimi, Eduardo Camavinga, Yoann Gourcuff, Yann M'Vila, Moussa Sow, Abdoulaye Doucouré, Sylvain Wiltord, Jimmy Briand și Mathys Tel.

## Lotul actual
La 18 august 2025.
| Nr. |                  | Poziție | Jucător          |
| --- | ---------------- | ------- | ---------------- |
| 4   | Camerun          | F       | Christopher Wooh |
| 5   | Franța           | F       | Lilian Brassier  |
| 8   | Coasta de Fildeș | M       | Seko Fofana      |
| 10  | Franța           | M       | Ludovic Blas     |
| 11  | Iordania         | A       | Musa Al-Taamari  |
| 15  | Senegal          | F       | Mikayil Faye     |
| 17  | Țara Galilor     | M       | Jordan James     |
| 18  | Camerun          | F       | Aboubakar Nagida |
| 21  | Franța           | M       | Valentin Rongier |
| 23  | Franța           | P       | Gauthier Gallon  |
| 24  | Franța           | F       | Anthony Rouault  |
| 26  | Franța           | F       | Quentin Merlin   |
| 28  | Belgia           | M       | Ayanda Sishuba   |
| 30  | Franța           | P       | Brice Samba      |

| Nr. |               | Poziție | Jucător                                              |
| --- | ------------- | ------- | ---------------------------------------------------- |
| 32  | Elveția       | M       | Fabian Rieder                                        |
| 33  | Țările de Jos | F       | Hans Hateboer                                        |
| 34  | Maroc         | A       | Ibrahim Salah                                        |
| 36  | Ghana         | F       | Alidu Seidu                                          |
| 38  | Franța        | M       | Djaoui Cissé                                         |
| 45  | Franța        | M       | Mahdi Camara                                         |
| 48  | Maroc         | F       | Abdelhamid Aït Boudlal                               |
| 62  | Franța        | A       | Mohamed Kader Meïté                                  |
| 80  | Turcia        | P       | Doğan Alemdar                                        |
| 95  | Polonia       | M       | Przemysław Frankowski (împrumutat de la Galatasaray) |
| 97  | Franța        | F       | Jérémy Jacquet                                       |
| 99  | Turcia        | A       | Bertuğ Yıldırım                                      |
|     | Finlanda      | M       | Glen Kamara                                          |